# Valentin Scheyer Eliason
Valentin Scheyer Eliason (geboren um 1773, gestorben nach 1846) war ein deutscher Rabbiner.
Valentin Scheyer Eliason wurde am 26. September 1825 „Vize-Land-Rabbiner“ von Mecklenburg-Strelitz in (Alt-)Strelitz. Am 10. September 1842 wurde er dort  Landrabbiner.
1844 unterzeichnete Eliason den Aufruf gegen die Beschlüsse der ersten deutschen Rabbinerversammlung. Im Juli 1846 legte er sein Amt nieder und reiste zu seinen in Breslau lebenden Kindern ab. Er wurde zum 1. September 1846 pensioniert.